# Carmela Allucci
Carmela Allucci (Napoli, 22 de junho de 1970) é uma jogadora de polo aquático italiana, campeã olímpica.

## Carreira
Carmela Allucci fez parte do elenco campeão olímpico de Atenas 2004.